# L'anno dei dodici inverni
L'anno dei dodici inverni è un romanzo di fantascienza del 2009 di Tullio Avoledo, ispirato al videogioco Fallout 3. Il romanzo è stato finalista al Premio Stresa e vincitore del Premio dei Lettori di Lucca 2010.

## Trama
1982. Un vecchio si presenta a casa della famiglia Grandi composta dai due coniugi, Esther ed Emilio, e dalla figlia appena nata di nome Chiara. Il vecchio, che dice di chiamarsi Emanuele Libonati, racconta di essere intenzionato a scrivere un libro sui nati a Natale dell'anno precedente (Chiara è tra questi) e di volerli seguire nei primi anni di vita con una serie di interviste alle famiglie a distanza di un anno una dall'altra. In seguito a queste interviste il vecchio si avvicina alla famiglia che intuisce che nasconde qualcosa. Conseguentemente al disastro di Černobyl' Emilio, seppur avvertito dell'imminente pericolo da Libonati, si ammala e muore.
Diversi anni dopo Chiara, in vacanza al mare con la madre, si innamora di un ragazzo e lo sposa.
Nel 2028 si scopre che il vecchio che si fa chiamare Emanuele Libonati intraprende una serie di viaggi indietro nel tempo per salvare Chiara, che senza il suo intervento avrebbe vissuto una vita breve e infelice.

### Edizioni
- Tullio Avoledo, L'anno dei dodici inverni, Einaudi Editore, 2009,  p. 380, ISBN 978-88-06-20067-1.

### Fonti critiche
- (EN) Giulia Iannuzzi, Carlo Pagetti, L'anno dei dodici inverni, in John Clute, David Langford e Peter Nicholls (a cura di), The Encyclopedia of Science Fiction, IV edizione online, 2021. URL consultato il 1º ottobre 2015.